# Анилда Ибрахими
Анилда Ибрахими (на албански: Anilda Ibrahimi) е албанска журналистка, поетеса и писателка на произведения в жанра драма. Живее и твори в Италия.

## Биография и творчество
Анилда Ибрахими е родена на 30 април 1972 г. във Вльора, Албания.
Следва съвременна литература в Университета в Тирана. След дипломирането си работи за множество радио и телевизионни станции, както и за ежедневници.
През 1994 г. тя се премества в чужбина, първо в Швейцария. Там пише пише за вестник за косовските изгнаници. През 1996 г. там е публикувана първата ѝ стихосбирка „Cristallo di tristezza” (Кристал на тъгата).
През 1997 г. се премества в Рим. В Италия работи като консултант на Италианския съвет за бежанците до 2003 г.
През 2008 г. е издаден на италиански език първият ѝ роман „Rosso come una sposa“ (Червена като булка). Историята проследява живота на три поколения жени от едно южноалбанско семейство, преминали през архаичния свят от началото на ХХ век, ужасите на Втората световна война, реалния социализъм и комунистическия диктаторски режим на Енвер Ходжа и съвременните демократични промени на посткомунистическото общество. Книгата получава множество награди: награда „Едоардо Килгрен“ на Град Милано, награда „Едоардо Килгрен“ на Град Милано, награда „Корадо Алваро“, награда на град Пене и награда „Джузепе Антонио“.
Следват романите ѝ „Любовта и парцалите на времето“ (2009) и „Няма сладост“ (2012).
През 2017 г. е издаден романът ѝ „Il tuo nome è una promessa“ (Вашето име е обещание). Главната героиня Ребека отива в Албания, за да проучи историята на фамилията си, с помощта на местния Анди. Албания на крал Зог I приема евреи, бягащи от нацисткия Берлин преди и по време на Втората световна война, но после е подчинена на Райха. Майка ѝ Естер се спасява, но сестра ѝ Абигейл е пленена от нацистите и е депортирана в Дахау. Книгата е удостоена с Националната литературна награда за писателки „Рапало“.
Анилда Ибрахими живее със семейството си в Рим.

## Произведения

### Поезия
- Cristallo di tristezza (1996)

### Самостоятелни романи
- Rosso come una sposa (2008)
- L'amore e gli stracci del tempo (2009)
- Non c'è dolcezza (2012)
- Il tuo nome è una promessa (2017)